# Droits de l'homme en Serbie
Les droits de l'homme en Serbie sont généralement respectés par le gouvernement serbe bien qu'il y ait certaines controverses à propos de la violence policière, mais de telles violations sont généralement isolées et non liées au gouvernement. En termes de liberté de presse, la Serbie occupe en 2013 la 63e place du Press Freedom Index établi par l'ONG française Reporters sans frontières.
L'ONU dispose d'un établissement à l'Aéroport Nikola-Tesla de Belgrade pour les demandeurs d'asile en accord avec les politiques internationales.
La Serbie est par ailleurs membre de la Cour pénale internationale (CPI).

## Histoire
Durant la dislocation de la Yougoslavie, plusieurs cas de violations des droits de l'homme ont été reportées et plus récemment lors de la guerre du Kosovo perpétrées par l'Armée de libération du Kosovo (UÇK) et les forces armées serbes. Lors de ce conflit, 250 000 Serbes et d'autres minorités ethniques ont fui leurs foyers afin de gagner le nord du pays.